# Rosazzo

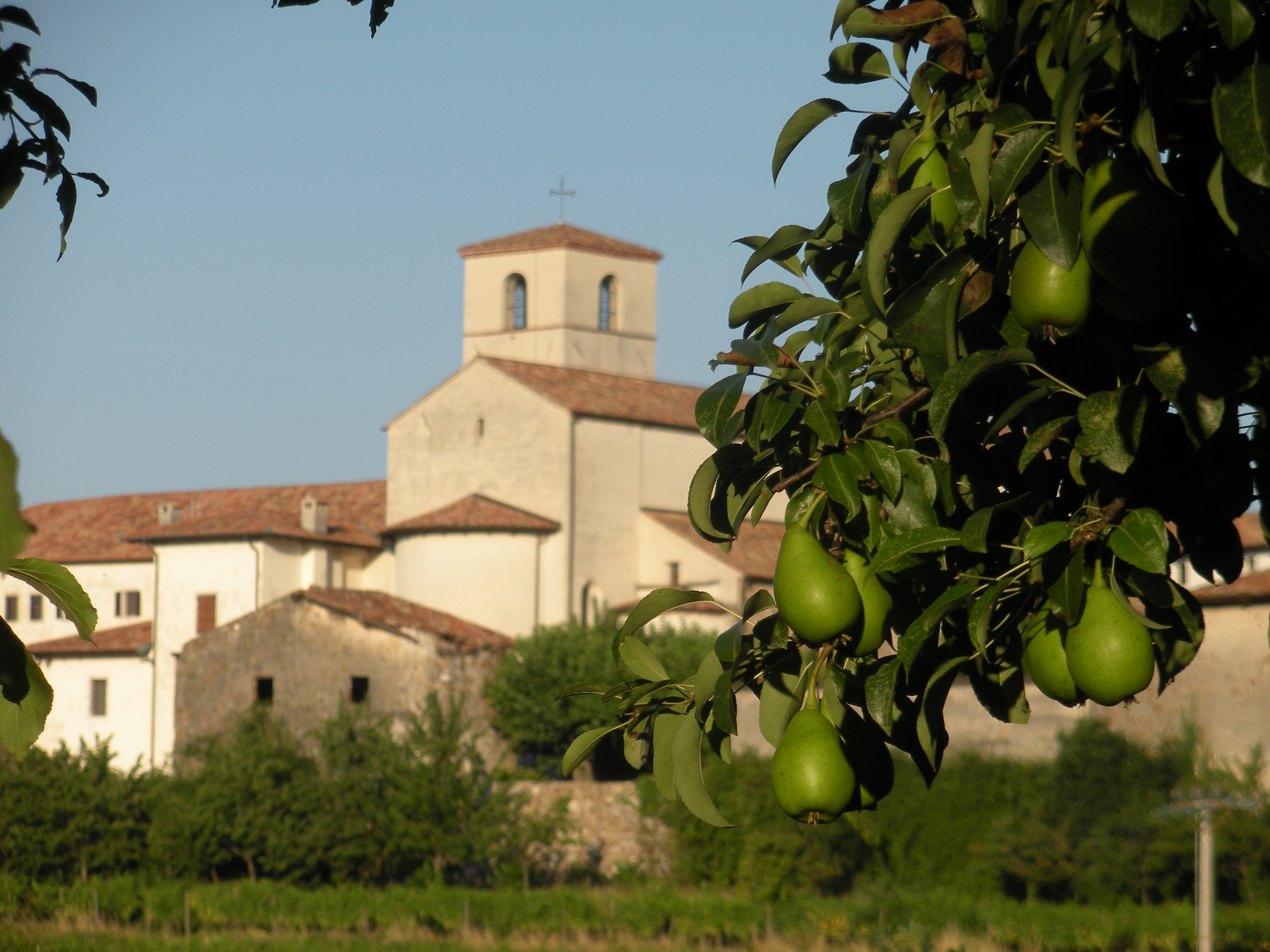
Abdij van Rosazzo

Rosazzo is een Italiaanse droge witte wijn uit Friuli. De wijn heeft sinds 2011 de DOCG-status. De wijn wordt geproduceerd in de provincie Udine in de gemeenten Corno di Rosazzo, Manzano, San Giovanni al Natisone.
Ze bestaat uit minimum 50% friulano, 20-30% sauvignon blanc, 20-30% pinot blanc of chardonnay, maximum 10% ribolla gialla en maximum 5% andere druivenrassen. Bij nieuwe aanplant en bij herbeplanting moeten er minimaal 4.000 wijnstokken per hectare worden geplant. De opbrengst mag niet meer bedragen dan 8 ton per hectare en het minimale natuurlijke alcoholvolumegehalte moet 11,50% vol. zijn.